# Holocompsa binotata
Holocompsa binotata är en kackerlacksart som beskrevs av Henri Saussure och Leo Zehntner 1894. Holocompsa binotata ingår i släktet Holocompsa och familjen Polyphagidae.
Artens utbredningsområde är Guatemala. Inga underarter finns listade i Catalogue of Life.